# Tinerii Europeni Federaliști
Tinerii Europeni Federaliști (fr. Jeunes Européens Fédéralistes (JEF)) este o organizație politică de tineret. Activă în majoritatea țărilor europene, urmărește să promoveze integrarea europeană prin consolidarea și democratizarea Uniunii Europene (UE). JEF are legături strânse cu Mișcarea Europeană și cu federaliștii europeni și este membru cu drepturi depline al Forumului European al Tineretului (YFJ). Fosti activiști ai JEF se pot alătura asociației absolvenților, Friends of JEF.

## Istoric
Înființată inițial la sfârșitul anilor 1940, structura la nivel european a JEF existentă în prezent a fost înființată în anii 1970. 
În jurul anilor 1950, primele grupuri de tineri federaliști au apărut ca o secție pentru tineri a Uniunii Federaliștilor Europeni. Tinerii federaliști europeni s-au organizat în secțiunile JEF, înființând o nouă structură europeană cu un centru european la Paris în 1949. În ciuda dezbinării în cadrul mișcării federaliste în anii 1950, diferitele grupuri JEF au continuat cu munca lor la nivel local, regional și național chiar dacă nu mai exista nici o organizație internațională a JEF.
În 1967, tinerii au purtat negocieri la Bruxelles pentru a elabora un tratat de aderare a Regatului Unit la Comunitate. În martie 1969, au organizat o demonstrație pe băncile spectatorilor din Parlamentul European, solicitând alegerea sa direct prin vot universal. În multe țări europene s-au organizat demonstrații împotriva dictaturii din Grecia. Aceste activități au ajutat primele grupuri de tineri federaliști să-și stabilească o colaborare strânsă și să-și strângă din nou legăturile. Această colaborare a avut o formă concretă în crearea biroului de legătură al JEF în 1970. Acolo, asociația internațională a luat denumirea de "tineri federaliști europeni", iar Congresul fondator a avut loc la Luxemburg la 25 și 26 martie 1972.
Chiar dacă JEF era încă interesat de Comunitatea Europeană, subiecte noi au devenit din ce în ce mai importante pentru JEF în anii '70: alegerea directă a Parlamentului European, reunificarea și extinderea Est-Vest, dezarmarea, femeile, mediul și problemele de dezvoltare internațională. În 1985, când Jacques Delors a devenit președinte al Comisiei Europene și a lansat ideea pieței unice, întrebările instituționale au devenit importante în discuțiile din cadrul JEF, deoarece se părea că o democrație europeană reală poate fi înființată într-un timp scurt, iar JEF a spus de la sine : Tinerii europeni, pur și simplu o generație înainte, care este în prezent motto-ul JEF în zilele noastre. În anii '90, trei evoluții fundamentale au influențat activitatea și discuțiile JEF:
- revenirea războaielor naționaliste în Europa;
- criza de legitimitate a procesului de integrare europeană, evidențiată prin referendumul danez din 1992, referendumul norvegian pierdut în 1994 și atitudinea negativă a majorității cetățenilor UE față de euro;
- chestiunile deschise privind extinderea Uniunii Europene.

Începând cu anii 2000, JEF Europe a lucrat mult pe probleme instituționale care solicită o constituție federală europeană și o Europă mai democratică. Un alt domeniu important de interes pentru JEF este apărarea drepturilor omului și respectarea statului de drept, în special cu o acțiune anuală din Belarus din 2006.

## Obiective
Potrivit statutelor sale, JEF este un ONG european neparticipant și non-denominațional. Militează pentru o Europă unită cu o structură federală. Centrul programului politic al JEF este cererea unei constituții federale pentru Europa, al cărei element central este un parlament cu două camere (format dintr-o cameră aleasă direct și o cameră a statelor). Astfel, JEF insistă asupra principiului subsidiarității ca o formă de distribuție descentralizată a puterilor. Un alt element-cheie este cererea pentru o politică externă și de securitate unificată a Uniunii Europene. JEF se angajează să realizeze o reformă cuprinzătoare a UE către o mai mare democrație, participare, transparență, eficiență și durabilitate. Pe lângă obiectivele politicii, organizația încearcă, în special, să promoveze conștientizarea europeană în rândul tinerilor și să încurajeze activismul civic.

## Activități
JEF își dezvoltă ideile prin următoarele mijloace:
- Campanii de lobby pentru o perioadă mai lungă de timp pentru o cauză federalistă specifică.
- Acțiunile pe stradă mobilizând întreaga rețea pentru a crește gradul de conștientizare cu privire la arderea problemelor europene în rândul publicului larg. (În special cea anuală a acțiunii Street Free Belarus, care are loc în numeroase orașe europene și în întreaga lume din 2006)
- Evenimente internaționale, cum ar fi seminarii și cursuri de pregătire pentru o gamă largă de subiecte din diferite țări din UE și din afara UE.
- Un webzin multilingv, interactiv, The New Federalist, unde tinerii își pot exprima opinia în articole despre afacerile europene actuale.
- Proiecte care implementează un obiectiv specific și pentru care au fost primite fonduri specifice.
- Comunicate de presă pentru promovarea obiectivelor JEF față de organizațiile publice și private.

În consecință, organizația încurajează dezbaterea privind afacerile europene și politicile UE, stimulând în același timp mobilitatea și schimburile de tineri pe întreg continentul, urmărind astfel implicarea cetățenilor europeni, în special a tinerilor, de pe întreg continentul în procesul integrării europene.

## Organizare
JEF are aproximativ 30000 de membri, împărțiți în 31 de secțiuni autonome naționale care sunt coordonate de o organizație umbrelă - JEF Europa

## JEF Europa
JEF Europe este o asociație internațională fără scop lucrativ (IVZW / AISBL) în conformitate cu legislația belgiană. Secretariatul European are sediul la Bruxelles.
Congresul European
Cel mai înalt organism de luare a deciziilor al JEF este Congresul European, care se reunește la fiecare doi ani într-un alt oraș. Delegații sunt aleși de membrii secțiilor naționale sau de reprezentanții acestora în funcție de numărul membrilor fiecărei secțiuni.
Congresul alege președintele și doi vicepreședinți, un trezorier, 4 membri ai Comitetului executiv, precum și 16 membri aleși în mod direct ai Comitetului federal.
Comitetul federal
Comitetul Federal (FC) se reunește de două ori pe an și este compus din președinte, cei doi vicepreședinți, cei patru membri ai Comitetului executiv și 16 membri aleși direct de Congres și un număr de reprezentanți naționali numiți de fiecare membru național secțiuni. Secretarul General participă la reuniune fără drept de vot.
Comitetul Federal este prezidat de un președinte alcătuit din trei membri și adoptă orientările politice și strategice și supraveghează activitatea Comitetului executiv.
Comitetul executiv
Comitetul executiv (EB) este prezidat de președinte (Christopher Glück) și include doi vicepreședinți (Leonie Martin & Jacopo Barbati), secretarul general (Milosh Ristovski), trezorierul Simon Devos și patru membri ai consiliului Farrugia, Sebastiano Putoto, Camilla Walstad și Celine Geissmann). Acesta este responsabil pentru implementarea rezoluțiilor de politică externă și internă adoptate de Congres și de Comitetul Federal și de conducerea organizației.
Se întâlnește de cel puțin patru ori pe an.

## Foști membri notabili
Câțiva dintre actualii și foștii membri influenți ai Parlamentului European, printre care Richard Corbett și Jo Leinen (PSE), Tom Spencer (Conservator) și Monica Frassoni (Verzii) și fostul său secretar general Sir Julian Priestley au servit ca ofițeri JEF. Fostul prim-ministru suedez și Ministrul de Externe, Carl Bildt, a fost vicepreședinte.